# Haus Kastilien
Das Haus Kastilien ist die Familie der Grafen von Kastilien von Ende des 9. Jahrhunderts bis zum Jahr 1029. Es handelt sich dabei um die relativ kurzlebige Dynastie, die um 925 die Unabhängigkeit vom Königreich León erreichte. Mit dem Tod des Grafen Garcia II. Sanchez 1029 ging Kastilien an den König von Navarra, der seinen Besitz unter seine Söhne verteilte und damit Kastiliens Unabhängigkeit nicht antastete. Einer Nebenlinie der Familie entstammt das Haus Lara.

## Stammliste
1. Nuño Núñez „Rasura“ el de Branosera, wohl 824 bezeugt, † nach 860; ⚭ Argilo
  1. Nuño Núñez, 882 el de Castrojeriz genannt, 899/909 Conde de Castilla; ⚭ NN, wohl Schwester von Diego Rodriguez, Conde de Castilla (Haus Kantabrien)
    1. Nuño Núñez, genannt el de Roa, 914/915 Conde de Castilla
    2. Muniadomna, † nach 5. August 935; ⚭ vor 912 Gonzalo Fernández Conde de Castilla, † 932 (siehe unten)

  2. Fernando Núñez Niger (der Schwarze), genannt el de Castrosiero; ⚭ Gutina, wohl Tochter von Rodrigo, Conde de Castilla
    1. Gonzalo Fernández de Lara, † 932, 910, 916, 930/932 Conde de Castilla, 920/929 verbannt, gründet 902 Lara und 912 Axa, begraben in Cereso de Río Tirón; ⚭ vor 912 Muniadomna, † nach 5. August 935, Tochter von Nuño Núñez, Conde de Castilla (siehe oben), begraben in Santa Maria de Lara
      1. Fernán González, * wohl 910, † Juni 970, 929 Conde de Lara, 932/970 Conde de Castilla und Álava; ⚭ I um 932 Sancha Infantin von Navarra, † Dezember 959, Tochter von Sancho I. Garcés, König von Navarra (Haus Jiménez), Witwe von Ordoño II., König von León (Haus Kantabrien), und Alvaro Herrameliz Conde de Álava; ⚭ II 960/962 Urraca Infantin von Navarra, † 12. Juli 1041, Tochter von García I. Sánchez, König von Navarra (Haus Jiménez), sie heiratete nach dem 14. Juli 972 Wilhelm (Guillén) I. Herzog von Gascogne, † wohl 997 (Haus Gascogne)
        1. (I) Gonzalo Fernández, † nach 959, Conde; ⚭ vor 959 Fronilde Gomez, als Witwe Nonne in Sigüenza, Tochter von Conde Gome und Elduara
          1. Sancho Sanchez, † vor 984

        2. (I) Sancho Fernández, † nach August 956
        3. (I) García I. Fernández, † 18. April/19. Juli 995, 970/995 Conde de Castilla, begraben in Córdoba, erst in der Kirche de los Tres Santos, später in San Pedro de Cerdaña; ⚭ 958/961 Ava de Ribagorza, † nach 995, begraben in San Pedro de Cerdaña, Tochter von Raimundo II., Conde de Ribagorza, und Gersenda de Fézensac
          1. Mayor Garcia; ⚭ Raimundo III. Comte de Pallars (Pailhars), † 1047
          2. Sancho García, * wohl 965, † 5. Februar 1017, 995/1017 Conde de Castilla, begraben im Kloster San Salvador de Oña; ⚭ um 994 Urraca Salvadores, † 20. Mai 1025, Tochter von Conde Salvador Perez (siehe unten)
            1. Fernando Sanchez, † vor 999
            2. Munia Mayor, * 995, † nach 1066 als Nonne; ⚭ um 1010 Sancho III. el Mayor, König von Navarra, † 18. Oktober 1035 (Haus Jiménez)
            3. Trigida Sanchez, 1011/29 Äbtissin von San Salvador de Oña
            4. Sancha Sanchez, † 26. Juni 1026, begraben in Santa Maria de Ripoll; ⚭ 1021 Berengar Raimund I. Graf von Barcelona, † 26. Mai 1035, begraben in Santa Maria de Ripoll (Haus Barcelona)
            5. García II. Sanchez, * 1010, † ermordet 13. Mai 1029, 1026/29 Conde de Castilla, begraben in San Salvador de Oña
            6. Jimena Sanchez, † nach 1063 als Nonne in Vega; ⚭ 1028 Bermudo III., König von León, X September 1037 (Haus Kantabrien)

          3. Urraca García, † ermordet 1039, 978 Señora del Infantado de Covarrubias
          4. Gonzalo García, † vor 979
          5. Elvira García, † Dezember 1017, 999/1017 Regentin von León, dann Nonne; ⚭ 26./30. November 991 Bermudo II., König von León, † 999 (Haus Kantabrien)
          6. Toda García, † nach 1031; ⚭ wohl Diego Fernández Conde de Liébana
          7. Oneca García, 1045 Äbtissin von San Salvador de Oña; ⚭ 995 Abu Amir al-Mansûr (Almansor), † 10. August 1002

        4. (I) Nuno Fernández, † nach 968, geistlich
        5. (I) Munia Fernández; ⚭ um 946 Gome Diaz Conde de Saldana y Carrión, † nach 986
        6. (I) Urraca, † nach 1007, als Witwe geistlich; ⚭ I 941 Ordoño III., König von León, † September 956 (Haus Kantabrien); ⚭ II um 958 Ordoño IV., König von León, † 962 (Haus Kantabrien); ⚭ III um 962 Sancho II. Abarca, König von Navarra, † Dezember 994 (Haus Jiménez)
        7. (I) Fronilda Fernández, † nach 1014; ⚭ Rodanio Conde de Asturias de Santillana
        8. (II) Toda Fernández
        9. (II) Pedro Fernández
          1. Fernando Perez
          2. Salvador Perez, Conde
            1. Gonzalo Salvadores de Bureba, 1014 bezeugt – Nachkommen : das Haus Lara und die Condes de Bureba
            2. Urraca Salvadores, † 20. Mai 1025; ⚭ um 994 Sancho García Conde de Castilla, † 5. Februar 1017 (siehe oben)

          3. Gonzalo Perez
          4. Rodrigo Perez

      2. Ramiro Gonzalez

    2. Munio Fernández de Amaya, † nach 932, 921/927 Conde de Castilla
      1. Muniadomna, 919/929 bezeugt; ⚭ I García I., König von León, † 19. Januar 914 (Haus Kantabrien); ⚭ II nach 914 Fernándo Ansúrez, 916/920 und 927/930 Conde de Castilla

    3.  ? Flamula; ⚭ Gonzalo Téllez, 903 Conde de Castilla, † vor 24. November 929